# Euphorbia brachycera
Euphorbia brachycera es una especie fanerógama perteneciente a la familia Euphorbiaceae. Es endémica de Estados Unidos .

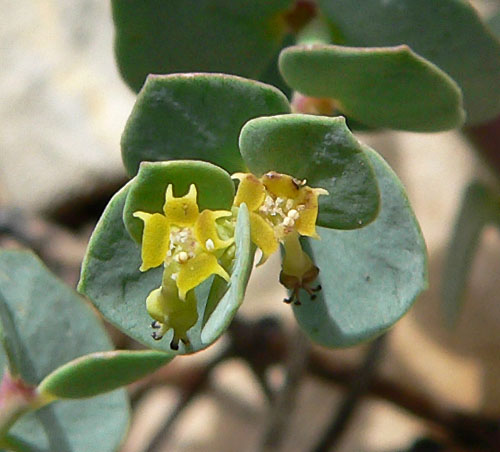
Inflorescencia

## Descripción
Euphorbia brachycera alcanza un tamaño de 45 cm de altura. Tiene hojas simples que están dispuestas una frente a otra. Son ovaladas con bordes enteros. Las flores son de color verde pálido y forma ciatos. Las plantas florecen de abril a junio. 

## Taxonomía
Euphorbia brachycera fue descrita por George Engelmann y publicado en Report on the United States and Mexican Boundary . . . Botany 2(1): 192. 1859.
Etimología
Euphorbia: nombre genérico que deriva del médico griego del rey Juba II de Mauritania (52 a 50 a. C. - 23), Euphorbus, en su honor – o en alusión a su gran vientre –  ya que usaba médicamente Euphorbia resinifera. En 1753 Carlos Linneo asignó el nombre a todo el género.
brachycera: epíteto latino que significa "con pequeños cuernos".
Sinonimia
- Euphorbia brachycera f. dichotoma (Daniels) Oudejans
- Euphorbia brachycera var. greggii (Engelm. ex Boiss.) M.C.Johnst.
- Euphorbia brachycera var. robusta (Engelm.) Dorn
- Euphorbia montana Engelm.
- Euphorbia montana var. robusta Engelm.
- Euphorbia odontadenia Boiss.
- Euphorbia philora (Cockerell) Tidestr.
- Euphorbia robusta (Engelm.) Small
- Euphorbia robusta var. interioris Norton
- Galarhoeus robustus (Engelm.) Rydb.
- Tithymalus brachycerus (Engelm.) Small
- Tithymalus philorus Cockerell
- Tithymalus philorus f. dichotomus Daniels
- Tithymalus robustus (Engelm.) Small[5]